# Eliseo de Santa María
Fray Eliseo de Santa María fue un religioso polaco del siglo XVII.
Eliaseus a S. Maria, natione Polonus, Carmelita Excalceatus; vir morum suavitate (Bibliotheca Carmelitana, Aurelianis: M.J. Rouzeau, 1752).

## Biografía
Fray Eliseo fue un fraile de la Orden de Nuestra Señora del Monte Carmelo nacido en Polonia, quien tuvo gran ingenio como literato y poeta no celebrado.
Dio a luz en verso latino la vida y milagros de Santa Teresa de Jesús, una obra de epigramas y una obra sobre los Carmelitas.

## Obras
- De vita, gestis et miraculi S. Theresiae à Jesu, libri IV, Cracoviae, 1650.
- Epodem, libri I.
- Epigrammatum, Cracoviae, 1650.
- Carmen latinum..., L. Jacob, 1652